# یواس‌اس سگاندو (اس‌اس-۳۹۸)
یواس‌اس سگاندو (اس‌اس-۳۹۸) (به انگلیسی: USS Segundo (SS-398)) یک زیردریایی بود که طول آن ۳۱۱ فوت ۶ اینچ (۹۴٫۹۵ متر) بود. این زیردریایی در سال ۱۹۴۴ ساخته شد.